# Симеон Тасев
Вижте пояснителната страница за други личности с името Тасев.
Симеон Владимиров Тасев е български юрист и преподавател по право.

## Биография
Роден е през 1943 г. в Перник. Завършил е Юридическия факултет на СУ „Климент Охридски“ през 1968 г. По-късно специализира във Франция.
През 1970 г. е младши съдия в Кюстендилския окръжен съд, а през 1971 г. става районен съдия в гр. Пещера и ръководител на съда.
Академичната си работа започва като асистент, впоследствие става старши асисистент в СУ „Св. Климент Охридски". Член е на Съвета по законодателство при Министерството на правосъдието в продължение на повече от 10 години.
Избран е за доцент (1995) и за професор (2006) в Юридическия факултет на Университета за национално и световно стопанство. Бил е ръководител на катедра „Частноправни науки“ в същия университет.
Член е на арбитражната комисия по международни дела при Европейската юридическа палата. Натрупал е 45 години трудов стаж, от които 40 години са по специалността. Научните му интереси са в областта на гражданското, облигационното, търговското, семейното и наследствено право. Автор е на десетки публикации в тези области, в това число монографии, учебници, статии и други.
Умира на 82-годишна възраст.